# Acrolophus exaphrista
Acrolophus exaphrista är en fjärilsart som beskrevs av Edward Meyrick 1919. Acrolophus exaphrista ingår i släktet Acrolophus och familjen Acrolophidae. Inga underarter finns listade i Catalogue of Life.